# Эдуардо-Васконселос (стадион)
Стадион Эдуардо Васконселоса, также известный как «Стадион по бейсболу имени Эдуардо Васконселоса»,— это стадион в Оахаке, штат Оахака, Мексика. Он в основном используется для бейсбола и является домашней ареной бейсбольной команды «Геррерос де Оахака» Мексиканской лиги по бейсболу с момента её вступления в лигу в 1996 году. В настоящее время он вмещает 7200 зрителей.